# Thamnomys venustus
Thamnomys venustus és una espècie de mamífer rosegador de la família dels múrids. Viu a altituds d'entre 1.800 i 3.000 msnm a la República Democràtica del Congo i Uganda. El seu hàbitat natural són les bardisses situades en boscos primaris o secundaris montans. Està amenaçat per la destrucció del seu medi a conseqüència de l'expansió dels camps de conreu i la tala d'arbres. El seu nom específic, venustus, significa ‘encantador’ en llatí.